# Campeonato de Primera División B 1972 (Argentina)
El Campeonato de Primera División B 1972 fue la trigésimo novena temporada de esta segunda división del fútbol argentino de la rama de los clubes directamente afiliados a la AFA. Comenzó el 26 de febrero y finalizó el 14 de octubre.
Los nuevos participantes fueron, por un lado, los descendidos de la Primera División: Los Andes y Platense. Por otro lado, los 2 equipos ascendidos de la Primera División C de la rama de los clubes directamente afiliados a la AFA: Almagro, de José Ingenieros, ganador del torneo de Primera División C 1971 y Tigre, de la localidad de Victoria, subcampeón del mismo torneo.
El torneo entregó un solo ascenso, dispuesto para el campeón de la categoría, mientras que dispuso que hubiera dos descensos, los cuales corresponderían a los equipos que finalicen en el anteúltimo y último lugar de la tabla de posiciones.
Se consagró campeón, en la antepenúltima fecha, el Club Atlético All Boys, que obtuvo así su primer ascenso a Primera División en el Profesionalismo y regresaba a la máxima categoría tras casi cuatro décadas sin participar en ella. Por otra parte, los descensos a la Primera C, por quedar en las últimas dos posiciones, le correspondieron a Excursionistas y a Deportivo Español.

## Ascensos y descensos
| Posición | Descendidos de la Primera B 1971 |
| -------- | -------------------------------- |
| 15.º     | Defensores de Belgrano           |

| Posición | Ascendidos a la Primera B 1972 |
| -------- | ------------------------------ |
| 1.º      | Almagro                        |
| 2.º      | Tigre                          |

| Posición | Ascendidos a la Primera División 1972 |
| -------- | ------------------------------------- |
| 1.º      | Lanús                                 |

| Posición | Descendidos de la Primera División 1971 |
| -------- | --------------------------------------- |
| 18.º     | Los Andes                               |
| 19.º     | Platense                                |

## Equipos
Listado de los 17 participantes.
| Equipo            | Ciudad          | Estadio                      |
| ----------------- | --------------- | ---------------------------- |
| All Boys          | Buenos Aires    | Islas Malvinas               |
| Almagro           | José Ingenieros | Tres de Febrero              |
| Almirante Brown   | Isidro Casanova | Fragata Presidente Sarmiento |
| Arsenal           | Sarandí         | Julio Humberto Grondona      |
| Comunicaciones    | Buenos Aires    | Alfredo Ramos                |
| Deportivo Español | Buenos Aires    | -                            |
| Deportivo Morón   | Morón           | Francisco Urbano             |
| Estudiantes (BA)  | Caseros         | Ciudad de Caseros            |
| Excursionistas    | Buenos Aires    | Estadio de Excursionistas    |
| Los Andes         | Lomas de Zamora | Eduardo Gallardón            |
| Nueva Chicago     | Buenos Aires    | Estadio Nueva Chicago        |
| Platense          | Vicente López   | Ciudad de Vicente López      |
| Quilmes           | Quilmes         | Dr. José Luis Meiszner       |
| San Telmo         | Avellaneda      | Dr. Osvaldo Baletto          |
| Talleres (RdE)    | Lanús           | Estadio de Talleres de RdE   |
| Temperley         | Temperley       | Alfredo Beranger             |
| Tigre             | Victoria        | José Dellagiovanna           |

### Distribución geográfica de los equipos
| Región                 | Cant. | Equipos |
| ---------------------- | ----- | --- |
| Conurbano bonaerense   | 12    | Almagro, Almirante Brown, Arsenal, Deportivo Morón, Estudiantes (BA), Los Andes, Platense, Quilmes, San Telmo, Talleres (RdE), Temperley y Tigre |
| Ciudad de Buenos Aires | 5     | All Boys, Comunicaciones, Deportivo Español, Excursionistas y Nueva Chicago                                                                      |

## Formato

### Ascenso
Los 17 participantes se enfrentaron en una rueda por el sistema de todos contra todos. Ascendió el campeón.

### Descensos
Los dos participantes peor ubicados en la tabla de posiciones descendieron a la Primera División C.

## Tabla de posiciones final
| Pos. | Equipo            | Pts. | PJ | PG | PE | PP | GF | GC | Dif. |
| ---- | ----------------- | ---- | -- | -- | -- | -- | -- | -- | ---- |
| 01.º | All Boys          | 48   | 32 | 21 | 6  | 5  | 53 | 33 | 20   |
| 02.º | Almirante Brown   | 45   | 32 | 19 | 7  | 6  | 52 | 29 | 23   |
| 03.º | Nueva Chicago     | 42   | 32 | 15 | 12 | 5  | 51 | 29 | 22   |
| 04.º | Temperley         | 40   | 32 | 15 | 10 | 7  | 50 | 38 | 12   |
| 05.º | Deportivo Morón   | 37   | 32 | 14 | 9  | 9  | 44 | 34 | 10   |
| 06.º | San Telmo         | 33   | 32 | 11 | 11 | 10 | 32 | 36 | −4   |
| 07.º | Platense          | 32   | 32 | 10 | 12 | 10 | 45 | 44 | 1    |
| 08.º | Almagro           | 30   | 32 | 9  | 12 | 11 | 43 | 46 | −3   |
| 09.º | Los Andes         | 29   | 32 | 11 | 7  | 14 | 45 | 41 | 4    |
| 10.º | Talleres (RdE)    | 29   | 32 | 9  | 11 | 12 | 41 | 44 | −3   |
| 11.º | Comunicaciones    | 28   | 32 | 8  | 12 | 12 | 40 | 39 | 1    |
| 12.º | Quilmes           | 28   | 32 | 10 | 8  | 14 | 48 | 60 | −12  |
| 13.º | Arsenal           | 27   | 32 | 9  | 9  | 14 | 36 | 42 | −6   |
| 14.º | Tigre             | 27   | 32 | 7  | 13 | 12 | 38 | 46 | −8   |
| 15.º | Estudiantes (BA)  | 25   | 32 | 7  | 11 | 14 | 29 | 50 | −21  |
| 16.º | Excursionistas    | 24   | 32 | 9  | 6  | 17 | 41 | 59 | −18  |
| 17.º | Deportivo Español | 20   | 32 | 6  | 8  | 18 | 30 | 48 | −18  |

|  | Campeón. Ascendió a la Primera División. |
|  | Descendió a la Primera División C.       |

|  |

## Resultados
Primera Rueda
| Fecha 1           | Fecha 1   | Fecha 1          | Fecha 1         | Fecha 1       | Fecha 1 |
| Local             | Resultado | Visitante        | Estadio         | Fecha         |         |
| ----------------- | --------- | ---------------- | --------------- | ------------- | ------- |
| Deportivo Español | 1 - 0     | Excursionistas   | Atlanta         | 26 de febrero |         |
| Los Andes         | 0 - 1     | Estudiantes (BA) | Los Andes       | 26 de febrero |         |
| All Boys          | 2 - 2     | Nueva Chicago    | All Boys        | 26 de febrero |         |
| San Telmo         | 1 - 0     | Arsenal          | San Telmo       | 26 de febrero |         |
| Deportivo Morón   | 3 - 1     | Comunicaciones   | Deportivo Morón | 26 de febrero |         |
| Almagro           | 3 - 3     | Temperley        | Almagro         | 26 de febrero |         |
| Tigre             | 2 - 3     | Platense         | Racing          | 26 de febrero |         |
| Talleres (RdE)    | 1 - 2     | Almirante Brown  | Talleres (RdE)  | 26 de febrero |         |
| Libre: Quilmes    |           |                  |                 |               |         |

| Fecha 2               | Fecha 2   | Fecha 2           | Fecha 2            | Fecha 2    | Fecha 2 |
| Local                 | Resultado | Visitante         | Estadio            | Fecha      |         |
| --------------------- | --------- | ----------------- | ------------------ | ---------- | ------- |
| Almirante Brown       | 2 - 1     | Tigre             | Almirante Brown    | 4 de marzo |         |
| Platense              | 0 - 0     | Almagro           | Atlanta            | 4 de marzo |         |
| Temperley             | 1 - 1     | Deportivo Morón   | Temperley          | 4 de marzo |         |
| Comunicaciones        | 4 - 2     | San Telmo         | Argentinos Juniors | 4 de marzo |         |
| Arsenal               | 4 - 2     | All Boys          | Arsenal            | 4 de marzo |         |
| Nueva Chicago         | 4 - 2     | Los Andes         | Nueva Chicago      | 4 de marzo |         |
| Estudiantes (BA)      | 3 - 2     | Deportivo Español | Estudiantes (BA)   | 4 de marzo |         |
| Excursionistas        | 1 - 1     | Quilmes           | All Boys           | 4 de marzo |         |
| Libre: Talleres (RdE) |           |                   |                    |            |         |

| Fecha 3               | Fecha 3   | Fecha 3          | Fecha 3         | Fecha 3     | Fecha 3 |
| Local                 | Resultado | Visitante        | Estadio         | Fecha       |         |
| --------------------- | --------- | ---------------- | --------------- | ----------- | ------- |
| Quilmes               | 4 - 1     | Estudiantes (BA) | Quilmes         | 11 de marzo |         |
| Deportivo Español     | 0 - 1     | Nueva Chicago    | Atlanta         | 11 de marzo |         |
| Los Andes             | 1 - 0     | Arsenal          | Los Andes       | 11 de marzo |         |
| All Boys              | 2 - 1     | Comunicaciones   | All Boys        | 11 de marzo |         |
| San Telmo             | 2 - 0     | Temperley        | San Telmo       | 11 de marzo |         |
| Deportivo Morón       | 0 - 1     | Platense         | Deportivo Morón | 11 de marzo |         |
| Almagro               | 1 - 1     | Almirante Brown  | Almagro         | 11 de marzo |         |
| Tigre                 | 0 - 0     | Talleres (RdE)   | Nueva Chicago   | 11 de marzo |         |
| Libre: Excursionistas |           |                  |                 |             |         |

| Fecha 4          | Fecha 4   | Fecha 4           | Fecha 4            | Fecha 4     | Fecha 4 |
| Local            | Resultado | Visitante         | Estadio            | Fecha       |         |
| ---------------- | --------- | ----------------- | ------------------ | ----------- | ------- |
| Talleres (RdE)   | 5 - 1     | Almagro           | Talleres (RdE)     | 18 de marzo |         |
| Almirante Brown  | 0 - 2     | Deportivo Morón   | Almirante Brown    | 18 de marzo |         |
| Platense         | 1 - 1     | San Telmo         | Atlanta            | 18 de marzo |         |
| Temperley        | 2 - 2     | All Boys          | Temperley          | 18 de marzo |         |
| Comunicaciones   | 0 - 1     | Los Andes         | Argentinos Juniors | 18 de marzo |         |
| Arsenal          | 1 - 0     | Deportivo Español | Arsenal            | 18 de marzo |         |
| Nueva Chicago    | 2 - 0     | Quilmes           | Nueva Chicago      | 18 de marzo |         |
| Estudiantes (BA) | 2 - 2     | Excursionistas    | Estudiantes (BA)   | 18 de marzo |         |
| Libre: Tigre     |           |                   |                    |             |         |

| Fecha 5                 | Fecha 5   | Fecha 5         | Fecha 5         | Fecha 5     | Fecha 5 |
| Local                   | Resultado | Visitante       | Estadio         | Fecha       |         |
| ----------------------- | --------- | --------------- | --------------- | ----------- | ------- |
| Excursionistas          | 0 - 3     | Nueva Chicago   | Excursionistas  | 25 de marzo |         |
| Quilmes                 | 4 - 3     | Arsenal         | Quilmes         | 25 de marzo |         |
| Deportivo Español       | 1 - 1     | Comunicaciones  | Atlanta         | 25 de marzo |         |
| Los Andes               | 1 - 1     | Temperley       | Los Andes       | 25 de marzo |         |
| All Boys                | 0 - 1     | Platense        | All Boys        | 25 de marzo |         |
| San Telmo               | 0 - 2     | Almirante Brown | San Telmo       | 25 de marzo |         |
| Deportivo Morón         | 3 - 2     | Talleres (RdE)  | Deportivo Morón | 25 de marzo |         |
| Almagro                 | 1 - 1     | Tigre           | Almagro         | 25 de marzo |         |
| Libre: Estudiantes (BA) |           |                 |                 |             |         |

| Fecha 6         | Fecha 6   | Fecha 6           | Fecha 6            | Fecha 6    | Fecha 6 |
| Local           | Resultado | Visitante         | Estadio            | Fecha      |         |
| --------------- | --------- | ----------------- | ------------------ | ---------- | ------- |
| Tigre           | 1 - 1     | Deportivo Morón   | Tigre              | 1 de abril |         |
| Talleres (RdE)  | 1 - 1     | San Telmo         | Talleres (RdE)     | 1 de abril |         |
| Almirante Brown | 3 - 0     | All Boys          | Almirante Brown    | 1 de abril |         |
| Platense        | 0 - 3     | Los Andes         | Atlanta            | 1 de abril |         |
| Temperley       | 2 - 1     | Deportivo Español | Temperley          | 1 de abril |         |
| Comunicaciones  | 1 - 2     | Quilmes           | Argentinos Juniors | 1 de abril |         |
| Arsenal         | 3 - 1     | Excursionistas    | Arsenal            | 1 de abril |         |
| Nueva Chicago   | 3 - 2     | Estudiantes (BA)  | Nueva Chicago      | 1 de abril |         |
| Libre: Almagro  |           |                   |                    |            |         |

| Fecha 7              | Fecha 7   | Fecha 7         | Fecha 7          | Fecha 7    | Fecha 7 |
| Local                | Resultado | Visitante       | Estadio          | Fecha      |         |
| -------------------- | --------- | --------------- | ---------------- | ---------- | ------- |
| Estudiantes (BA)     | 0 - 1     | Arsenal         | Estudiantes (BA) | 8 de abril |         |
| Excursionistas       | 2 - 1     | Comunicaciones  | Excursionistas   | 8 de abril |         |
| Quilmes              | 1 - 3     | Temperley       | Quilmes          | 8 de abril |         |
| Deportivo Español    | 1 - 2     | Platense        | Atlanta          | 8 de abril |         |
| Los Andes            | 2 - 3     | Almirante Brown | Los Andes        | 8 de abril |         |
| All Boys             | 2 - 1     | Talleres (RdE)  | All Boys         | 8 de abril |         |
| San Telmo            | 2 - 1     | Tigre           | San Telmo        | 8 de abril |         |
| Deportivo Morón      | 0 - 1     | Almagro         | Deportivo Morón  | 8 de abril |         |
| Libre: Nueva Chicago |           |                 |                  |            |         |

| Fecha 8                | Fecha 8   | Fecha 8           | Fecha 8            | Fecha 8     | Fecha 8 |
| Local                  | Resultado | Visitante         | Estadio            | Fecha       |         |
| ---------------------- | --------- | ----------------- | ------------------ | ----------- | ------- |
| Almagro                | 3 - 0     | San Telmo         | Almagro            | 15 de abril |         |
| Tigre                  | 2 - 0     | All Boys          | Tigre              | 15 de abril |         |
| Talleres (RdE)         | 3 - 2     | Los Andes         | Talleres (RdE)     | 15 de abril |         |
| Almirante Brown        | 3 - 1     | Deportivo Español | Almirante Brown    | 15 de abril |         |
| Platense               | 0 - 0     | Quilmes           | Atlanta            | 15 de abril |         |
| Temperley              | 2 - 2     | Excursionistas    | Temperley          | 15 de abril |         |
| Comunicaciones         | 4 - 0     | Estudiantes (BA)  | Argentinos Juniors | 15 de abril |         |
| Arsenal                | 0 - 0     | Nueva Chicago     | Arsenal            | 15 de abril |         |
| Libre: Deportivo Morón |           |                   |                    |             |         |

| Fecha 9           | Fecha 9   | Fecha 9         | Fecha 9          | Fecha 9     | Fecha 9 |
| Local             | Resultado | Visitante       | Estadio          | Fecha       |         |
| ----------------- | --------- | --------------- | ---------------- | ----------- | ------- |
| Nueva Chicago     | 1 - 0     | Comunicaciones  | Nueva Chicago    | 22 de abril |         |
| Estudiantes (BA)  | 0 - 3     | Temperley       | Estudiantes (BA) | 22 de abril |         |
| Excursionistas    | 1 - 2     | Platense        | Excursionistas   | 22 de abril |         |
| Quilmes           | 0 - 2     | Almirante Brown | Quilmes          | 22 de abril |         |
| Deportivo Español | 1 - 1     | Talleres (RdE)  | Atlanta          | 22 de abril |         |
| Los Andes         | 2 - 1     | Tigre           | Los Andes        | 22 de abril |         |
| All Boys          | 0 - 0     | Almagro         | All Boys         | 22 de abril |         |
| San Telmo         | 1 - 1     | Deportivo Morón | San Telmo        | 22 de abril |         |
| Libre: Arsenal    |           |                 |                  |             |         |

| Fecha 10         | Fecha 10  | Fecha 10          | Fecha 10           | Fecha 10    | Fecha 10 |
| Local            | Resultado | Visitante         | Estadio            | Fecha       |          |
| ---------------- | --------- | ----------------- | ------------------ | ----------- | -------- |
| Deportivo Morón  | 0 - 2     | All Boys          | Nueva Chicago      | 29 de abril |          |
| Almagro          | 3 - 1     | Los Andes         | Almagro            | 29 de abril |          |
| Tigre            | 0 - 1     | Deportivo Español | Tigre              | 29 de abril |          |
| Talleres (RdE)   | 2 - 2     | Quilmes           | Talleres (RdE)     | 29 de abril |          |
| Almirante Brown  | 0 - 1     | Excursionistas    | Almirante Brown    | 29 de abril |          |
| Platense         | 2 - 2     | Estudiantes (BA)  | Atlanta            | 29 de abril |          |
| Temperley        | 1 - 1     | Nueva Chicago     | Temperley          | 29 de abril |          |
| Comunicaciones   | 1 - 1     | Arsenal           | Argentinos Juniors | 29 de abril |          |
| Libre: San Telmo |           |                   |                    |             |          |

| Fecha 11              | Fecha 11  | Fecha 11        | Fecha 11         | Fecha 11  | Fecha 11 |
| Local                 | Resultado | Visitante       | Estadio          | Fecha     |          |
| --------------------- | --------- | --------------- | ---------------- | --------- | -------- |
| Arsenal               | 3 - 2     | Temperley       | Arsenal          | 6 de mayo |          |
| Nueva Chicago         | 1 - 2     | Platense        | Nueva Chicago    | 6 de mayo |          |
| Estudiantes (BA)      | 1 - 0     | Almirante Brown | Estudiantes (BA) | 6 de mayo |          |
| Excursionistas        | 1 - 2     | Talleres (RdE)  | Excursionistas   | 6 de mayo |          |
| Quilmes               | 2 - 1     | Tigre           | Quilmes          | 6 de mayo |          |
| Deportivo Español     | 0 - 2     | Almagro         | Atlanta          | 6 de mayo |          |
| Los Andes             | 1 - 1     | Deportivo Morón | Los Andes        | 6 de mayo |          |
| All Boys              | 2 - 0     | San Telmo       | All Boys         | 6 de mayo |          |
| Libre: Comunicaciones |           |                 |                  |           |          |

| Fecha 12        | Fecha 12  | Fecha 12          | Fecha 12        | Fecha 12   | Fecha 12 |
| Local           | Resultado | Visitante         | Estadio         | Fecha      |          |
| --------------- | --------- | ----------------- | --------------- | ---------- | -------- |
| San Telmo       | 1 - 1     | Los Andes         | San Telmo       | 13 de mayo |          |
| Deportivo Morón | 3 - 2     | Deportivo Español | Nueva Chicago   | 13 de mayo |          |
| Almagro         | 7 - 1     | Quilmes           | Almagro         | 13 de mayo |          |
| Tigre           | 2 - 4     | Excursionistas    | Tigre           | 13 de mayo |          |
| Talleres (RdE)  | 2 - 1     | Estudiantes (BA)  | Talleres (RdE)  | 13 de mayo |          |
| Almirante Brown | 1 - 1     | Nueva Chicago     | Almirante Brown | 13 de mayo |          |
| Platense        | 1 - 2     | Arsenal           | Atlanta         | 13 de mayo |          |
| Temperley       | 1 - 0     | Comunicaciones    | Temperley       | 13 de mayo |          |
| Libre: All Boys |           |                   |                 |            |          |

| Fecha 13          | Fecha 13  | Fecha 13        | Fecha 13               | Fecha 13   | Fecha 13 |
| Local             | Resultado | Visitante       | Estadio                | Fecha      |          |
| ----------------- | --------- | --------------- | ---------------------- | ---------- | -------- |
| Comunicaciones    | 0 - 0     | Platense        | Argentinos Juniors     | 20 de mayo |          |
| Arsenal           | 0 - 3     | Almirante Brown | Arsenal                | 20 de mayo |          |
| Nueva Chicago     | 2 - 2     | Talleres (RdE)  | Nueva Chicago          | 20 de mayo |          |
| Estudiantes (BA)  | 2 - 3     | Tigre           | Estudiantes (BA)       | 20 de mayo |          |
| Excursionistas    | 2 - 0     | Almagro         | Defensores de Belgrano | 20 de mayo |          |
| Quilmes           | 1 - 2     | Deportivo Morón | Quilmes                | 20 de mayo |          |
| Deportivo Español | 0 - 1     | San Telmo       | Atlanta                | 20 de mayo |          |
| Los Andes         | 1 - 1     | All Boys        | Los Andes              | 20 de mayo |          |
| Libre: Temperley  |           |                 |                        |            |          |

| Fecha 14         | Fecha 14  | Fecha 14          | Fecha 14        | Fecha 14   | Fecha 14 |
| Local            | Resultado | Visitante         | Estadio         | Fecha      |          |
| ---------------- | --------- | ----------------- | --------------- | ---------- | -------- |
| All Boys         | 2 - 1     | Deportivo Español | All Boys        | 27 de mayo |          |
| San Telmo        | 2 - 1     | Quilmes           | San Telmo       | 27 de mayo |          |
| Deportivo Morón  | 2 - 0     | Excursionistas    | Nueva Chicago   | 27 de mayo |          |
| Almagro          | 0 - 0     | Estudiantes (BA)  | Almagro         | 27 de mayo |          |
| Tigre            | 1 - 1     | Nueva Chicago     | Tigre           | 27 de mayo |          |
| Talleres (RdE)   | 1 - 0     | Arsenal           | Talleres (RdE)  | 27 de mayo |          |
| Almirante Brown  | 1 - 0     | Comunicaciones    | Almirante Brown | 27 de mayo |          |
| Platense         | 1 - 2     | Temperley         | Atlanta         | 27 de mayo |          |
| Libre: Los Andes |           |                   |                 |            |          |

| Fecha 15          | Fecha 15  | Fecha 15        | Fecha 15           | Fecha 15   | Fecha 15 |
| Local             | Resultado | Visitante       | Estadio            | Fecha      |          |
| ----------------- | --------- | --------------- | ------------------ | ---------- | -------- |
| Temperley         | 2 - 3     | Almirante Brown | Temperley          | 3 de junio |          |
| Comunicaciones    | 3 - 2     | Talleres (RdE)  | Argentinos Juniors | 3 de junio |          |
| Arsenal           | 1 - 1     | Tigre           | Arsenal            | 3 de junio |          |
| Nueva Chicago     | 0 - 0     | Almagro         | Nueva Chicago      | 3 de junio |          |
| Estudiantes (BA)  | 1 - 3     | Deportivo Morón | Estudiantes (BA)   | 3 de junio |          |
| Excursionistas    | 0 - 0     | San Telmo       | All Boys           | 3 de junio |          |
| Quilmes           | 2 - 2     | All Boys        | Quilmes            | 3 de junio |          |
| Deportivo Español | 1 - 3     | Los Andes       | Atlanta            | 3 de junio |          |
| Libre: Platense   |           |                 |                    |            |          |

| Fecha 16                 | Fecha 16  | Fecha 16         | Fecha 16        | Fecha 16    | Fecha 16 |
| Local                    | Resultado | Visitante        | Estadio         | Fecha       |          |
| ------------------------ | --------- | ---------------- | --------------- | ----------- | -------- |
| Los Andes                | 2 - 1     | Quilmes          | Los Andes       | 10 de junio |          |
| All Boys                 | 1 - 0     | Excursionistas   | All Boys        | 10 de junio |          |
| San Telmo                | 0 - 0     | Estudiantes (BA) | San Telmo       | 10 de junio |          |
| Deportivo Morón          | 0 - 1     | Nueva Chicago    | Deportivo Morón | 10 de junio |          |
| Tigre                    | 1 - 0     | Comunicaciones   | Tigre           | 10 de junio |          |
| Talleres (RdE)           | 1 - 0     | Temperley        | Talleres (RdE)  | 10 de junio |          |
| Almirante Brown          | 2 - 1     | Platense         | Almirante Brown | 10 de junio |          |
| Almagro                  | 3 - 0     | Arsenal          | Almagro         | 20 de junio |          |
| Libre: Deportivo Español |           |                  |                 |             |          |

| Fecha 17               | Fecha 17  | Fecha 17          | Fecha 17         | Fecha 17    | Fecha 17 |
| Local                  | Resultado | Visitante         | Estadio          | Fecha       |          |
| ---------------------- | --------- | ----------------- | ---------------- | ----------- | -------- |
| Platense               | 2 - 2     | Talleres (RdE)    | Atlanta          | 17 de junio |          |
| Temperley              | 2 - 1     | Tigre             | Temperley        | 17 de junio |          |
| Comunicaciones         | 4 - 2     | Almagro           | All Boys         | 17 de junio |          |
| Arsenal                | 1 - 1     | Deportivo Morón   | Arsenal          | 17 de junio |          |
| Nueva Chicago          | 0 - 1     | San Telmo         | Nueva Chicago    | 17 de junio |          |
| Estudiantes (BA)       | 1 - 2     | All Boys          | Estudiantes (BA) | 17 de junio |          |
| Excursionistas         | 1 - 4     | Los Andes         | Deportivo Morón  | 17 de junio |          |
| Quilmes                | 2 - 1     | Deportivo Español | Quilmes          | 17 de junio |          |
| Libre: Almirante Brown |           |                   |                  |             |          |

Segunda Rueda
| Fecha 18         | Fecha 18  | Fecha 18          | Fecha 18           | Fecha 18    | Fecha 18 |
| Local            | Resultado | Visitante         | Estadio            | Fecha       |          |
| ---------------- | --------- | ----------------- | ------------------ | ----------- | -------- |
| Excursionistas   | 0 - 1     | Deportivo Español | All Boys           | 24 de junio |          |
| Estudiantes (BA) | 1 - 0     | Los Andes         | Estudiantes (BA)   | 24 de junio |          |
| Nueva Chicago    | 2 - 1     | All Boys          | Nueva Chicago      | 24 de junio |          |
| Arsenal          | 0 - 0     | San Telmo         | Arsenal            | 24 de junio |          |
| Comunicaciones   | 0 - 1     | Deportivo Morón   | Argentinos Juniors | 24 de junio |          |
| Temperley        | 2 - 1     | Almagro           | Temperley          | 24 de junio |          |
| Platense         | 1 - 2     | Tigre             | Atlanta            | 24 de junio |          |
| Almirante Brown  | 3 - 0     | Talleres (RdE)    | Almirante Brown    | 24 de junio |          |
| Libre: Quilmes   |           |                   |                    |             |          |

| Fecha 19              | Fecha 19  | Fecha 19         | Fecha 19        | Fecha 19   | Fecha 19 |
| Local                 | Resultado | Visitante        | Estadio         | Fecha      |          |
| --------------------- | --------- | ---------------- | --------------- | ---------- | -------- |
| Tigre                 | 2 - 2     | Almirante Brown  | Tigre           | 8 de julio |          |
| Almagro               | 2 - 2     | Platense         | Almagro         | 8 de julio |          |
| Deportivo Morón       | 0 - 1     | Temperley        | Deportivo Morón | 8 de julio |          |
| San Telmo             | 1 - 1     | Comunicaciones   | San Telmo       | 8 de julio |          |
| All Boys              | 1 - 0     | Arsenal          | All Boys        | 8 de julio |          |
| Los Andes             | 0 - 0     | Nueva Chicago    | Los Andes       | 8 de julio |          |
| Deportivo Español     | 1 - 1     | Estudiantes (BA) | Atlanta         | 8 de julio |          |
| Quilmes               | 4 - 1     | Excursionistas   | Quilmes         | 8 de julio |          |
| Libre: Talleres (RdE) |           |                  |                 |            |          |

| Fecha 20              | Fecha 20  | Fecha 20          | Fecha 20           | Fecha 20    | Fecha 20 |
| Local                 | Resultado | Visitante         | Estadio            | Fecha       |          |
| --------------------- | --------- | ----------------- | ------------------ | ----------- | -------- |
| Estudiantes (BA)      | 1 - 1     | Quilmes           | Estudiantes (BA)   | 15 de julio |          |
| Nueva Chicago         | 2 - 1     | Deportivo Español | Nueva Chicago      | 15 de julio |          |
| Arsenal               | 0 - 3     | Los Andes         | Arsenal            | 15 de julio |          |
| Comunicaciones        | 1 - 4     | All Boys          | Argentinos Juniors | 15 de julio |          |
| Temperley             | 0 - 0     | San Telmo         | Temperley          | 15 de julio |          |
| Platense              | 0 - 1     | Deportivo Morón   | Atlanta            | 15 de julio |          |
| Almirante Brown       | 1 - 1     | Almagro           | Almirante Brown    | 15 de julio |          |
| Talleres (RdE)        | 1 - 1     | Tigre             | Talleres (RdE)     | 15 de julio |          |
| Libre: Excursionistas |           |                   |                    |             |          |

| Fecha 21          | Fecha 21  | Fecha 21         | Fecha 21        | Fecha 21    | Fecha 21 |
| Local             | Resultado | Visitante        | Estadio         | Fecha       |          |
| ----------------- | --------- | ---------------- | --------------- | ----------- | -------- |
| Almagro           | 1 - 1     | Talleres (RdE)   | Almagro         | 22 de julio |          |
| Deportivo Morón   | 0 - 2     | Almirante Brown  | Deportivo Morón | 22 de julio |          |
| San Telmo         | 1 - 0     | Platense         | San Telmo       | 22 de julio |          |
| All Boys          | 2 - 0     | Temperley        | All Boys        | 22 de julio |          |
| Los Andes         | 0 - 0     | Comunicaciones   | Los Andes       | 22 de julio |          |
| Deportivo Español | 0 - 2     | Arsenal          | Atlanta         | 22 de julio |          |
| Quilmes           | 2 - 2     | Nueva Chicago    | Quilmes         | 22 de julio |          |
| Excursionistas    | 1 - 0     | Estudiantes (BA) | Excursionistas  | 22 de julio |          |
| Libre: Tigre      |           |                  |                 |             |          |

| Fecha 22                | Fecha 22  | Fecha 22          | Fecha 22           | Fecha 22    | Fecha 22 |
| Local                   | Resultado | Visitante         | Estadio            | Fecha       |          |
| ----------------------- | --------- | ----------------- | ------------------ | ----------- | -------- |
| Nueva Chicago           | 1 - 1     | Excursionistas    | Nueva Chicago      | 29 de julio |          |
| Arsenal                 | 1 - 1     | Quilmes           | Arsenal            | 29 de julio |          |
| Comunicaciones          | 2 - 0     | Deportivo Español | Argentinos Juniors | 29 de julio |          |
| Temperley               | 1 - 0     | Los Andes         | Temperley          | 29 de julio |          |
| Platense                | 0 - 1     | All Boys          | Almagro            | 29 de julio |          |
| Almirante Brown         | 3 - 2     | San Telmo         | Almirante Brown    | 29 de julio |          |
| Talleres (RdE)          | 0 - 0     | Deportivo Morón   | Talleres (RdE)     | 29 de julio |          |
| Tigre                   | 1 - 2     | Almagro           | Tigre              | 29 de julio |          |
| Libre: Estudiantes (BA) |           |                   |                    |             |          |

| Fecha 23          | Fecha 23  | Fecha 23        | Fecha 23         | Fecha 23    | Fecha 23 |
| Local             | Resultado | Visitante       | Estadio          | Fecha       |          |
| ----------------- | --------- | --------------- | ---------------- | ----------- | -------- |
| Deportivo Morón   | 1 - 2     | Tigre           | Deportivo Morón  | 5 de agosto |          |
| San Telmo         | 1 - 0     | Talleres (RdE)  | San Telmo        | 5 de agosto |          |
| All Boys          | 2 - 1     | Almirante Brown | All Boys         | 5 de agosto |          |
| Los Andes         | 3 - 1     | Platense        | Los Andes        | 5 de agosto |          |
| Deportivo Español | 1 - 1     | Temperley       | Atlanta          | 5 de agosto |          |
| Quilmes           | 1 - 2     | Comunicaciones  | Quilmes          | 5 de agosto |          |
| Excursionistas    | 2 - 1     | Arsenal         | Excursionistas   | 5 de agosto |          |
| Estudiantes (BA)  | 1 - 2     | Nueva Chicago   | Estudiantes (BA) | 5 de agosto |          |
| Libre: Almagro    |           |                 |                  |             |          |

| Fecha 24             | Fecha 24  | Fecha 24          | Fecha 24           | Fecha 24     | Fecha 24 |
| Local                | Resultado | Visitante         | Estadio            | Fecha        |          |
| -------------------- | --------- | ----------------- | ------------------ | ------------ | -------- |
| Arsenal              | 0 - 1     | Estudiantes (BA)  | Arsenal            | 12 de agosto |          |
| Comunicaciones       | 4 - 0     | Excursionistas    | Argentinos Juniors | 12 de agosto |          |
| Temperley            | 2 - 0     | Quilmes           | Temperley          | 12 de agosto |          |
| Platense             | 2 - 2     | Deportivo Español | Atlanta            | 12 de agosto |          |
| Almirante Brown      | 0 - 1     | Los Andes         | Almirante Brown    | 12 de agosto |          |
| Talleres (RdE)       | 0 - 3     | All Boys          | Talleres (RdE)     | 12 de agosto |          |
| Tigre                | 1 - 0     | San Telmo         | Tigre              | 12 de agosto |          |
| Almagro              | 0 - 2     | Deportivo Morón   | Almagro            | 12 de agosto |          |
| Libre: Nueva Chicago |           |                   |                    |              |          |

| Fecha 25               | Fecha 25  | Fecha 25        | Fecha 25           | Fecha 25     | Fecha 25 |
| Local                  | Resultado | Visitante       | Estadio            | Fecha        |          |
| ---------------------- | --------- | --------------- | ------------------ | ------------ | -------- |
| San Telmo              | 1 - 1     | Almagro         | Sportivo Dock Sud  | 22 de agosto |          |
| All Boys               | 1 - 0     | Tigre           | All Boys           | 22 de agosto |          |
| Los Andes              | 4 - 1     | Talleres (RdE)  | Los Andes          | 22 de agosto |          |
| Deportivo Español      | 0 - 1     | Almirante Brown | Atlanta            | 22 de agosto |          |
| Quilmes                | 4 - 7     | Platense        | Quilmes            | 22 de agosto |          |
| Excursionistas         | 2 - 3     | Temperley       | Argentinos Juniors | 22 de agosto |          |
| Estudiantes (BA)       | 1 - 1     | Comunicaciones  | Estudiantes (BA)   | 22 de agosto |          |
| Nueva Chicago          | 2 - 0     | Arsenal         | Nueva Chicago      | 22 de agosto |          |
| Libre: Deportivo Morón |           |                 |                    |              |          |

| Fecha 26        | Fecha 26  | Fecha 26          | Fecha 26           | Fecha 26     | Fecha 26 |
| Local           | Resultado | Visitante         | Estadio            | Fecha        |          |
| --------------- | --------- | ----------------- | ------------------ | ------------ | -------- |
| Comunicaciones  | 1 - 0     | Nueva Chicago     | Argentinos Juniors | 26 de agosto |          |
| Temperley       | 4 - 0     | Estudiantes (BA)  | Temperley          | 26 de agosto |          |
| Platense        | 1 - 0     | Excursionistas    | Atlanta            | 26 de agosto |          |
| Almirante Brown | 3 - 1     | Quilmes           | Almirante Brown    | 26 de agosto |          |
| Talleres (RdE)  | 1 - 0     | Deportivo Español | Talleres (RdE)     | 26 de agosto |          |
| Tigre           | 0 - 0     | Los Andes         | Tigre              | 26 de agosto |          |
| Almagro         | 1 - 2     | All Boys          | Almagro            | 26 de agosto |          |
| Deportivo Morón | 0 - 1     | San Telmo         | Deportivo Morón    | 26 de agosto |          |
| Libre: Arsenal  |           |                   |                    |              |          |

| Fecha 27          | Fecha 27  | Fecha 27        | Fecha 27         | Fecha 27        | Fecha 27 |
| Local             | Resultado | Visitante       | Estadio          | Fecha           |          |
| ----------------- | --------- | --------------- | ---------------- | --------------- | -------- |
| All Boys          | 2 - 1     | Deportivo Morón | All Boys         | 2 de septiembre |          |
| Los Andes         | 0 - 1     | Almagro         | Los Andes        | 2 de septiembre |          |
| Deportivo Español | 0 - 0     | Tigre           | Atlanta          | 2 de septiembre |          |
| Quilmes           | 2 - 1     | Talleres (RdE)  | Quilmes          | 2 de septiembre |          |
| Excursionistas    | 1 - 2     | Almirante Brown | Excursionistas   | 2 de septiembre |          |
| Estudiantes (BA)  | 1 - 5     | Platense        | Estudiantes (BA) | 2 de septiembre |          |
| Nueva Chicago     | 3 - 1     | Temperley       | Nueva Chicago    | 2 de septiembre |          |
| Arsenal           | 1 - 1     | Comunicaciones  | Arsenal          | 2 de septiembre |          |
| Libre: San Telmo  |           |                 |                  |                 |          |

| Fecha 28              | Fecha 28  | Fecha 28          | Fecha 28        | Fecha 28         | Fecha 28 |
| Local                 | Resultado | Visitante         | Estadio         | Fecha            |          |
| --------------------- | --------- | ----------------- | --------------- | ---------------- | -------- |
| Temperley             | 2 - 1     | Arsenal           | Temperley       | 12 de septiembre |          |
| Platense              | 1 - 1     | Nueva Chicago     | Atlanta         | 12 de septiembre |          |
| Almirante Brown       | 0 - 0     | Estudiantes (BA)  | Almirante Brown | 12 de septiembre |          |
| Talleres (RdE)        | 3 - 1     | Excursionistas    | Talleres (RdE)  | 12 de septiembre |          |
| Tigre                 | 0 - 0     | Quilmes           | Tigre           | 12 de septiembre |          |
| Almagro               | 3 - 1     | Deportivo Español | Almagro         | 12 de septiembre |          |
| Deportivo Morón       | 4 - 2     | Los Andes         | Deportivo Morón | 12 de septiembre |          |
| San Telmo             | 2 - 3     | All Boys          | San Telmo       | 12 de septiembre |          |
| Libre: Comunicaciones |           |                   |                 |                  |          |

| Fecha 29 | Fecha 29  | Fecha 29  | Fecha 29 | Fecha 29 | Fecha 29 |
| Local    | Resultado | Visitante | Estadio  | Fecha    |          |
| -------- | --------- | --------- | -------- | -------- | -------- |
|          | -         |           |          |          |          |
|          | -         |           |          |          |          |
|          | -         |           |          |          |          |
|          | -         |           |          |          |          |
|          | -         |           |          |          |          |
|          | -         |           |          |          |          |
|          | -         |           |          |          |          |
|          | -         |           |          |          |          |
| Libre:   |           |           |          |          |          |

| Fecha 30 | Fecha 30  | Fecha 30  | Fecha 30 | Fecha 30 | Fecha 30 |
| Local    | Resultado | Visitante | Estadio  | Fecha    |          |
| -------- | --------- | --------- | -------- | -------- | -------- |
|          | -         |           |          |          |          |
|          | -         |           |          |          |          |
|          | -         |           |          |          |          |
|          | -         |           |          |          |          |
|          | -         |           |          |          |          |
|          | -         |           |          |          |          |
|          | -         |           |          |          |          |
|          | -         |           |          |          |          |
| Libre:   |           |           |          |          |          |

| Fecha 31 | Fecha 31  | Fecha 31  | Fecha 31 | Fecha 31 | Fecha 31 |
| Local    | Resultado | Visitante | Estadio  | Fecha    |          |
| -------- | --------- | --------- | -------- | -------- | -------- |
|          | -         |           |          |          |          |
|          | -         |           |          |          |          |
|          | -         |           |          |          |          |
|          | -         |           |          |          |          |
|          | -         |           |          |          |          |
|          | -         |           |          |          |          |
|          | -         |           |          |          |          |
|          | -         |           |          |          |          |
| Libre:   |           |           |          |          |          |

| Fecha 32 | Fecha 32  | Fecha 32  | Fecha 32 | Fecha 32 | Fecha 32 |
| Local    | Resultado | Visitante | Estadio  | Fecha    |          |
| -------- | --------- | --------- | -------- | -------- | -------- |
|          | -         |           |          |          |          |
|          | -         |           |          |          |          |
|          | -         |           |          |          |          |
|          | -         |           |          |          |          |
|          | -         |           |          |          |          |
|          | -         |           |          |          |          |
|          | -         |           |          |          |          |
|          | -         |           |          |          |          |
| Libre:   |           |           |          |          |          |

| Fecha 33 | Fecha 33  | Fecha 33  | Fecha 33 | Fecha 33 | Fecha 33 |
| Local    | Resultado | Visitante | Estadio  | Fecha    |          |
| -------- | --------- | --------- | -------- | -------- | -------- |
|          | -         |           |          |          |          |
|          | -         |           |          |          |          |
|          | -         |           |          |          |          |
|          | -         |           |          |          |          |
|          | -         |           |          |          |          |
|          | -         |           |          |          |          |
|          | -         |           |          |          |          |
|          | -         |           |          |          |          |
| Libre:   |           |           |          |          |          |

| Fecha 34 | Fecha 34  | Fecha 34  | Fecha 34 | Fecha 34 | Fecha 34 |
| Local    | Resultado | Visitante | Estadio  | Fecha    |          |
| -------- | --------- | --------- | -------- | -------- | -------- |
|          | -         |           |          |          |          |
|          | -         |           |          |          |          |
|          | -         |           |          |          |          |
|          | -         |           |          |          |          |
|          | -         |           |          |          |          |
|          | -         |           |          |          |          |
|          | -         |           |          |          |          |
|          | -         |           |          |          |          |
| Libre:   |           |           |          |          |          |

## Goleadores
| Jugador            | Equipo          | Goles |
| ------------------ | --------------- | ----- |
| Pedro Patti        | Los Andes       | 21    |
| Valentín Sánchez   | All Boys        | 20    |
| Juan Carlos Merlo  | Temperley       | 16    |
| Carlos Pinasco     | Deportivo Morón | 16    |
| Oscar Tomás López  | Almagro         | 12    |
| Carlos Itri        | Deportivo Morón | 12    |
| José Santos Romero | All Boys        | 11    |
| Oscar Prioli       | Nueva Chicago   | 11    |

- Fuente: rsssf